# Феодосий (Ганицкий)
Епи́скоп Феодо́сий (в миру Иван Фёдорович Га́ницкий; 30 июля 1860, село Руда, Васильковский уезд, Киевская губерния — 3 мая 1937, село Сушково, Луховицкий район, Московская епархия) — епископ Русской православной церкви, епископ Коломенский и Бронницкий.
Причислен к лику святых Русской православной церкви в 2006 году. Священноисповедник.

## Биография

### Образование и гражданская служба
Родился в селе Руда Киевской губернии (ныне — Сквирский район, Киевская область) в семье диакона. Окончил Киевскую духовную семинарию. Служил преподавателем Закона Божия в Ак-Шенхском народном училище Перекопского уезда Таврической губернии, а затем бухгалтером в Казённой палате.

### Служение в Таврической епархии
Был пострижен в монашество, с 19 апреля 1899 года — иеродиакон, с 20 апреля 1899 года — иеромонах, настоятель церкви при Таврическом епархиальном свечном заводе.
С 5 мая 1899 года — эконом Архиерейского дома этой же епархии, с 15 августа 1899 года — настоятель Бахчисарайского Успенского скита.
С 13 октября 1899 года — благочинный второго благочиннического округа Таврической епархии. 7 ноября 1900 года был временно назначен благочинным всех монастырей Таврической епархии.
С 17 декабря 1900 года — игумен, с 28 декабря — настоятель Балаклавского Георгиевского первоклассного монастыря.
1 февраля 1901 года освобождён от должности благочинного женских монастырей, а 29 июля 1903 года — и мужских.

### Служение в Московской епархии
11 августа 1903 года был переведён в братство Московского Покровского миссионерского монастыря.
Во время русско-японской войны находился в действующей армии.
10 апреля 1904 года отправился на Дальний Восток в качестве настоятеля походной церкви отряда Красного Креста при братстве в честь святой Евгении, вернулся в Москву 10 ноября 1905 года.
За заслуги во время войны был награждён орденами св. Анны II и III степеней, св. Владимира IV степени, медалями «В память русско-японской войны», и «В память русско-японской войны» Красного Креста.
С 12 июля 1906 года — казначей Чудова монастыря. В 1909—1920 годах — настоятель Московского Златоустовского монастыря в сане игумена.

### Епископ Коломенский и Бронницкий
После закрытия Златоустовского монастыря стал (с 18 мая 1920 года) епископом Коломенским и Бронницким.
Коломенская прихожанка Зинаида Ивановна Ильина вспоминала об архиерее:

Мне кажется, не было ни одной церкви в нашем городе, где бы ни совершал службы в престольные праздники епископ Феодосий. Православные люди Коломны и особенно монахи очень полюбили Владыку, видя в нём не только талантливого администратора, но и человека, ведущего аскетический образ жизни, видя его искреннюю и неподдельную любовь к каждому приходившему человеку. Все люди, имевшие скорби, обращались к нему за помощью и молитвой.

#### Первый арест, 1921—1924
13 июля 1921 года епископ был арестован по обвинению в поминании членов царской семьи во время крестного хода (был случайно помянут по старому тексту службы цесаревич Николай Александрович, умерший в 1865 году). По просьбам верующих был освобождён, но в 1922 году вновь арестован в связи с делом об изъятии церковных ценностей. Находился под следствием в Бутырской тюрьме до прекращения дела в 1924 году.
После освобождения вернулся в Коломну, где много делал для восстановления приходской и монашеской жизни. Власти стремились найти в его деятельности признаки политической нелояльности, но никак не могли этого сделать. Каждую свою проповедь епископ заканчивал словами: «Я кончил, и надеюсь, что всякий из вас засвидетельствует, что в моей проповеди нет ничего политического».
Проживал в Коломне по ул. Воскресенская в доме соборного протоиерея Василия Пробатова. Ныне это улица Кремлёвская, д. 12.

#### Второй арест и ссылка, 1929—1933
В декабре 1929 года был арестован по обвинению в руководстве антисоветской группой монахов Голутвинского монастыря, члены которой «вели скрытую и открытую контрреволюционную агитацию, используя амвон для проповедей, церковные советы для индивидуальной агитации и обработки». Виновным себя не признал, в то же время ряд священников на следствии подвергли критике своего архипастыря за консерватизм, нежелание поминать советскую власть и хорошее отношение к монахам. 3 февраля 1930 года постановлением коллегии ОГПУ был приговорён к заключению в лагерь сроком на 5 лет с заменой на высылку в Северный край на тот же срок. В мае 1933 года дело было пересмотрено, и епископа освободили.

### Последние годы жизни
Вернулся в Коломну, затем жил в селе Сушково Луховицкого уезда Рязанской губернии на расстоянии свыше 101 километра от Москвы. Служить ему было запрещено, и епископ мог только присутствовать и молиться как обычный прихожанин во время церковных богослужений. В этом селе 3 мая 1937 г. окончилась его земная жизнь. Похоронен он там же у алтаря Казанской церкви. Отпевание епископа Феодосия совершал клирик этого храма иерей Сергий Любомудров, будущий священномученик.
Реабилитирован постановлением прокуратуры Москвы в октябре 2003 г.

## Канонизация и почитание
Решением Священного Синода Русской православной церкви от 11 апреля 2006 года имя епископа Феодосия было включено в Собор новомучеников и исповедников Российских XX века.
16 мая 2006 года — обретение мощей святого. Его мощи покоятся в раке в Богоявленском соборе Старо-Голутвина монастыря г. Коломны.
Память священноисповедника Феодосия совершается 20 апреля (3 мая) в день кончины, а также 3 (16) мая в день обретения мощей.
Со слов военного коменданта Коломенского гарнизона майора Новикова Романа Николаевича, с 2019 года почитается военнослужащими как небесный покровитель Коломенского местного гарнизона.